# Misa (cantante)
Misa (美佐?; Tokyo, 1º marzo ...) è una cantante e attrice giapponese, iscritta alla SIAE come cantautrice con lo pseudonimo Miscrima.
Misa nasce a Tokyo, ma vive a Milano dal dicembre del 1991. Nel novembre del 1999 viene presentato alla radio italiana il suo primo singolo Banzai, nel 2000 pubblicato anche in Spagna e in Giappone, dove ha avuto un certo successo ed è stato scaricato da oltre 400.000 persone. Nel 2006 viene pubblicato il suo primo album ufficiale Misa Code, con 16 canzoni più 5 remix da EMI Music Japan (oggi Universal Music Japan); l'album include il brano Milano, cantato anche in italiano. Di Misa Code sono stati editi due versioni diverse: una versione che comprende solo il CD musicale e una che include anche un DVD di Para Para che insegna le coreografie delle canzoni.

## Discografia

### Singoli
- 1999 - BANZAI
- 2000 - BANZAI (remix)
- 2004 - BANZAI (maxi single)
- 2005 - Du-Du Di-Da
- 2006 - SO SO ~Koi no Golden Goal~
- 2006 - ICHINICHI
- 2007 - NATSU MONOGATARI ~Summer Story~
- 2010 - BOY
- 2019 - KOREDE OK!

### Album
- 14/06/2006 - MISA CODE

1. BANZAI
2. Ichinichi
3. SO SO ~Koi no Golden Goal~ (Overhead Champion Vocal Edit)
4. HAI<HI<HIGH
5. Over the rainbow
6. Gomen Ne.
7. Du-Du Di-Da
8. THE BOX
9. Angel glow
10. BOY
11. MONEY
12. Aita Kuchi Wo Fusaida
13. Boku Wa Shima No Nai Shimauma
14. AMICA
15. Milano
16. SO SO ~Koi no Golden Goal~ (Original Redio Edit)
17. BANZAI (Dank One vs. 4 Skips Remix) (bonus track)
18. ICHINICHI (Big Kiss vs. Raversonic Remix) (bonus track)
19. Du-Du Di-Da (Red Monster 2006 Mix) (bonus track)
20. SO SO ~Koi no Golden Goal~ (Red Remix) (bonus track)
21. Ichinichi (Mark Farina & The Factory Team Extended Remix) (bonus track)

- - DVD parte 1: Para Para
    1. BANZAI
    2. Du-Du Di-Da (Red Monster 2006 Mix)
    3. SO SO ~Koi no Golden Goal~ (Red Remix)
    4. Ichinichi (Mark Farina & The Factory Team Extended Remix)

  - DVD parte 2: Tora Para (Trance Para Para)
    1. SO SO ~Koi no Golden Goal~ (Overhead Champion Mix)
    2. Ichinichi (Big Kiss vs. Raversonic Remix)